# 诺奥尔马哈尔
诺奥尔马哈尔（Noor Mahal），是印度旁遮普邦Jalandhar县的一个城镇。总人口12630（2001年）。

## 人口
该地2001年总人口12630人，其中男性6638人，女性5992人；0—6岁人口1705人，其中男952人，女753人；识字率70.87%，其中男性为73.32%，女性为68.16%。